# Might and Magic IX
Might and Magic IX is een rollenspel van New World Company en het negende spel in de Might and Magic serie.
MMIX is het eerste spel sinds Might and Magic VI: The Mandate of Heaven waarin de game engine flink werd aangepast. Tevens was dit het eerste Might and Magic spel dat geheel 3D was. Tijdens de ontwikkeling had het spel de werktittel Might and Magic IX: Writ of Fate.

## Achtergrond
Het verhaal van het spel speelt zich af na de vernietiging van de werelden Enroth en Erathia, de locaties waar MMVI t/m MMVIII zich afspeelden. Het spel draait geheel rond de pogingen van de warlord Tamur Leng om het continent Chedian te veroveren.

## Personages

### Attributen
Might and Magic IX bevat een groep van vier bespeelbare personages ('characters') die elk aan het begin van het spel worden gekozen. Elk personage heeft zes statistische attributen:
- Might (macht)
- Magic (magie)
- Endurance (duurzaamheid)
- Accuracy (accuraatheid)
- Speed (snelheid)
- Luck (geluk)

Voor elk van deze zes attributen krijgt een personage een aantal punten, afhankelijk van zijn ras en klasse. Drie van de vier rassen hebben een sterk attribuut en een zwak attribuut. Dwergen (Dwarfs) bijvoorbeeld hebben veel Endrance, maar bijna geen Magic. Het vierde ras, de mensen, hebben geen natuurlijke aanleg voor een van de attributen en zijn op alle gebieden ongeveer even sterk.

### Personageklassen
Elk van de personages wordt toegewezen aan een 'character class'. In het begin van het spel zijn er twee klassen beschikbaar: de Fighter (might) en de Initiate (magic). Op verschillende punten in het spel krijgt de speler de mogelijkheid om bepaalde taken uit te voeren om zo promotie te krijgen voor enkele personages. Elk personage kan twee keer worden gepromoveerd en bij elke promotie zijn telkens twee keuzes. Hierdoor kan een personage zich ontwikkelen tot acht verschillende klassen.
Een overzicht van de promoties:
| Basis Klas | 1e promotie | 2e promotie |
| ---------- | ----------- | ----------- |
| Fighter    | Mercenary   | Gladiator   |
| Fighter    | Mercenary   | Assassin    |
| Fighter    | Crusader    | Ranger      |
| Fighter    | Crusader    | Paladin     |
| Initiate   | Scholar     | Mage        |
| Initiate   | Scholar     | Lich        |
| Initiate   | Healer      | Priest      |
| Initiate   | Healer      | Druid       |

### Vaardigheden
Er zijn in totaal 23 unieke vaardigheden beschikbaar in het spel, verdeeld in vier categorieën Zo zijn er zes aanvalsvaardigheden zoal blade of unarmed combat. Deze bepalen wat voor wapens een personage kan gebruiken en hoe effectief dit wapen is.
De drie verdedigings vaardigheden armor, dodging, en shield, bepalen wat voor pantser een personage kan gebruiken en in welke mate het een vijandige aanval kan ontwijken.
Er zijn vier magische vaardigheden die aansluiten op de vier magiescholen in het spel (dark, elemental, light, and spirit). Deze bepalen de mogelijkheid van een personage om bepaalde spreuken te gebruiken.
De laatste categorie bevat alle overige vaardigheden zoals de mogelijk om vallen te ontmantelen of voorwerpen te repareren.
Elke vaardigheid kan worden beheerst op vier niveaus: normal, expert, master en grand master. Ook bepaalt de character class van een personage welke vaardigheden hij/zij kan leren en ook tot welk niveau. Zo kan een Gladiator alleen het expert level van de “thrown weapons” vaardigheid bereiken terwijl een Assassin het Grand Master level van deze vaardigheid kan bereiken.

## Kritieken en technische problemen
Verschillende critici waren teleurgesteld over de titel van het spel, de inactiviteit van de omgevingen in het spel en de graphics. Daarnaast zaten er een aantal serieuze bugs in het spel die pas werden ontdekt kort na de uitgave.
3DO bracht uiteindelijk een enkele patch (versie 1.2) uit voor MMIX die enkele van de fouten verhielp, maar niet allemaal. Kort na de uitkomst van de patch ging 3DO failliet en werd opgedoekt. Daarmee verdween ook de mogelijkheid dat de overige fouten in MMIX ooit officieel zouden worden verholpen.
In 2003 maakte een groep genaamd de The Erathian Liberation Party (TELP) een niet officiële patch om enkele van de fouten in MMIX die de patch van 3DO niet kon verhelpen alsnog op te lossen. Deze patch werd geheel door fans van het spel gemaakt en is niet geautoriseerd door 3DO of New World Computing.

## Ontvangst
| Beoordeeld door                       | Datum         | Score |
| ------------------------------------- | ------------- | ----- |
| FileFactory Games / Gameworld Network | 14 mei 2002   | 84%   |
| Pelit                                 | mei 2002      | 83%   |
| PC Games (Duitsland)                  | 21 mei 2002   | 70%   |
| IGN                                   | 12 april 2002 | 67%   |
| Jeuxvideo.com                         | 10 mei 2002   | 65%   |
| GameSpot                              | 12 april 2002 | 62%   |
| GameStar (Duitsland)                  | mei 2002      | 56%   |
| PC Zone Benelux                       | juni 2002     | 50%   |
| Adrenaline Vault, The (AVault)        | 31 mei 2002   | 40%   |
| Svenska PC Gamer                      | april 2002    | 35%   |